# 山民主義
山民主義（英語：Sanmanism），是香港的一個民主派地區組織，成立於2016年，旨在反對領展將興民商場變賣。山民主義於成立後，於2019年香港區議會選舉取得一個議席。

## 名稱
「山民主義」一名取自山翠苑和興民邨，以及孫中山的三民主義諧音，亦代表「山」上邨「民」的意思。

## 歷史
2016年5月31日，領展以兩億港元將興民商場出售予中資佛山順聯集團旗下的傑豐香港有限公司，商舖逐一離場，包括當時的牙醫診所、中醫藥舖、麵包店、餐廳、老人院、洗衣店、髮型屋、香燭店、補習社，以及連鎖經營的百佳、萬寧、7-11都需撤出。一些興民邨居民不滿興民商場遭變賣後原有配套就此消失，街坊日常生活將非常不便，而時任興民選區親中派區議員民建聯劉慶揚又無所作為，於是自發成立山民主義，向更多居民宣傳商場消息。山民主義成立後，通過擺設街站、製作問卷及派發飯盒予長者等方式服務街坊，又經漁灣選區區議員徐子見的幫助下，成功在東區區議會上向政府部門提出過商場變賣帶來的問題，亦曾入信到立法會申訴部，甚至到七一遊行宣傳。2019年4月1日，山民主義社區主任謝妙儀在立法會房屋事務委員會公聽會上發言，向公眾闡述興民邨的狀況。

### 2019年香港區議會選舉
2019年，由於不滿興民選區時任親中派區議員民建聯劉慶揚表現無能，而山民主義作為地區組織亦欠缺權力與政府部門交涉，基於想為興民邨服務的想法，山民主義召集人謝妙儀決定參加2019年香港區議會選舉，於興民選區與劉慶揚對決。最終謝妙儀以3,297票擊敗劉慶揚，成為興民選區自1994年設立以來首位民主派區議員，同時成為東區區議會有史以來最年輕的女性議員，時年23歲。

#### 參加區域
| 選區號碼 | 選區 | 候選人    | 政黨 | 政黨             | 得票總數 （百分比）     | 有效票總數 （百分比） |
| -------- | ---- | --------- | ---- | ---------------- | ----------------------- | --------------------- |
| C31      | 興民 | 1.謝妙儀  |      | 山民主義         | 3,297（當選）（51.44%） | 6,410 （70.73%）      |
| C31      | 興民 | 2.劉慶揚* |      | 民主建港協進聯盟 | 3,113 （48.56％）       | 6,410 （70.73%）      |

## 成員
2020-23當選區議員
| 區議會 | 選區號碼 | 選區   | 議員 | 備註 |
| ------ | -------- | ------ | ---- | ---- |
| 東區   |          |        |      |      |
| C31    | 興民     | 謝妙儀 |      |      |

2019年區選結果
| 參選選區                 | 候選人 | 得票    | 結果 |
| 2019年區議會選舉（東區） |        |         |      |
| C31 興民                 | 謝妙儀 | 3,297票 | 當選 |

## 外部連結
- 東區區議會議員資料謝妙儀女士（页面存档备份，存于）
- 山民主義Facebook專頁 （页面存档备份，存于）